# Lewodopa
Lewodopa (łac. levodopum), L-DOPA – organiczny związek chemiczny, naturalny aminokwas, enancjomer D-DOPA o konfiguracji L (co odpowiada konfiguracji S w konwencji CIP), amina katecholowa. Powstaje w organizmie w wyniku hydroksylacji L-tyrozyny, podczas reakcji katalizowanej przez hydroksylazę tyrozynową. Będąc prekursorem dopaminy, jest metabolitem pośrednim w szlaku syntezy adrenaliny:

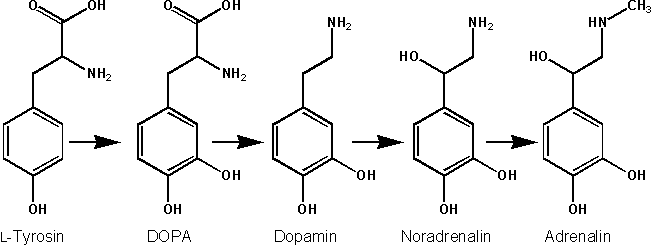
Szlak metaboliczny biosyntezy adrenaliny: tyrozyna → DOPA → dopamina → noradrenalina → adrenalina

Podnosi poziom testosteronu oraz zwiększa syntezę i wydzielanie hormonu wzrostu. Występuje między innymi w świerzbcu właściwym oraz bobie. Jest metabolitem przejściowym melaniny w procesie melanogenezy.

## Użycie medyczne
Lewodopa należy do najskuteczniejszych leków stosowanych w chorobie Parkinsona. Jako prekursor dopaminy przechodzi przez barierę krew–mózg, której ona sama nie jest w stanie przekroczyć. Następnie w ośrodkowym układzie nerwowym jest metabolizowana do dopaminy przy udziale dekarboksylazy aromatycznych L-aminokwasów, co skutkuje zwiększeniem stężenia tego neuroprzekaźnika w mózgu.
Dekarboksylacja DOP-y zachodzi również w obwodowym układzie nerwowym, co jest efektem niepożądanym, dlatego zwykle podaje się ją z inhibitorem dekarboksylazy obwodowej (karbidopą), który hamuje ten proces poza mózgiem.